# Рымаренко, Леонид Иванович
Леони́д Ива́нович Рымаре́нко (10 [23] марта 1907, Гальбштадт, Гальбштадтская волость, Бердянский уезд, Таврическая губерния, Российская империя — 3 марта 1996, Екатеринбург, Россия) — советский кинорежиссёр, заслуженный деятель искусств РСФСР (1969), лауреат Ломоносовской премии (1958). Член КПСС с 1945 года.

## Биография
Родился в Гальбштадте (ныне — город Молочанск Запорожской области Украины) в семье служащего.
В 1924 году после окончания семилетней школы как художественно талантливый юноша был направлен на учёбу в Одесский институт изобразительных искусств. В 1930 году окончил институт (мастерскую монументально-фресковой живописи профессора Максима Прокопьевича Гронеца). В 1933 году нашёл своё призвание в кино и стал работать художником-мультипликатором на Одесской киностудии.
В 1940 году вместе с женой Верой Елисеевной Волянской был переведён на Новосибирскую студию «Сибтехфильм» «для укрепления кадров творческих работников». С 1941 по 1945 год Леонид Рымаренко работал над созданием специальных учебных (они ещё назывались «военно-оборонными») фильмов для фронта: «Стрельба на рикошетах», «Противотанковое ружьё», «Явление крена при погружении подводной лодки» (научный консультант — инженер-капитан 1-го ранга А. Г. Щеглов), кинокурс «Бомбометание» (из трёх фильмов: «Аэробаллистика», «Бомбометание с горизонтального полёта», «Бомбометание с пикирования»), «Навигация дальнего бомбардировщика» (главный консультант — Герой Советского Союза М. М. Громов).
В 1948 году семью режиссёров направили на Свердловскую киностудию. В 1958 году за фильм «Рассказ о камне» Рымаренко и Волянская получили Ломоносовскую премию, учреждённую Министерством культуры СССР. В 1960—70‑е годы они сняли первые в Советском Союзе фильмы экологического направления, став первооткрывателями нового жанра — научно-критической кинопублицистики. Вершинными работами режиссёров в этом жанре стали фильмы «Наш неизменный друг» (1964) и «Круг жизни» (1976).
Киновед В. А. Трояновский писал: «Фильм „Наш неизменный друг“ — самая ранняя в научно-популярном кино попытка по-новому взглянуть на дилемму естественного и искусственного. В самом разгаре синтетический бум, а в фильме высказывается простая, но не укладывающаяся в рамки химической утопии мысль: химия создаёт множество чудесных материалов, но никто не сможет заменить естественную лабораторию зелёного листа. И дальше: в век химии роль леса возрастёт. Это было неожиданно, непривычно… „Лес — это не только древесина“, с этой фразы начинается одно из первых обращений научно-популярного кино к экологической теме…».
Съёмки многих фильмов Л. И. Рымаренко и В. Е. Волянской проходили в противостоянии с местными и центральными органами власти, которые не были готовы признать очевидное: в СССР есть экологические проблемы и многие из них требуют срочного решения. Леонид Иванович Рымаренко так пишет о работе над фильмом «Круг жизни» в своих воспоминаниях: «Три мучительных года мы выходили из жёсткого окружения недоброжелательности. В неравных боях отстаивали право на жизнь фильма. Без преувеличения можно сказать: мы отстаивали и право на свою творческую жизнь. Сколько было на пути трусости, подлости, сколько несправедливости и предательства и сколько невосполнимых потерь. Я не хочу сейчас вспоминать сложную отравляющую атмосферу, в которой пришлось дышать и работать. Пусть пройдёт время, вся мерзость выветрится, а сохранится только доброе и светлое. Запомнятся только радостный труд и встречи с настоящими людьми, способными жить по законам красоты и гармонии. Всё, что выпало нам на съёмках „Круга жизни“ подтверждает: гражданское мужество действительно встречается реже, чем воинское…».
Совместная работа над фильмами сблизила режиссёров с выдающимися учёными: академиками С. С. Шварцем и В. Н. Большаковым, профессором И. И. Брехманом, пермским геохимиком Н. К. Чудиновым.
На Свердловской киностудии Рымаренко и Волянской удалось собрать и воспитать команду молодых единомышленников: художник Юрий Истратов, операторы Владислав Тарик, Всеволод Киреев, Сергей Погорелов, Рудольф Мещерягин, ассистент режиссёра Ия Михайлова. Близким соратником Рымаренко и Волянской стал сценарист Леонид Гуревич, написавший сценарии к фильмам «Круг жизни», «Предвидеть!», «Будь полезен человечеству», «Сколько стоит пейзаж».
Многолетняя творческая дружба связывала Рымаренко с легендарными деятелями отечественного кино: Александром Аркадьевичем Литвиновым, Павлом Владимировичем Клушанцевым, Леонидом Леонидовичем Оболенским.
В конце жизни Леонид Иванович увлечённо занимался фотографией и работал над мемуарной прозой (пока не опубликована). Скончался 3 марта 1996 года в Екатеринбурге, похоронен на Восточном кладбище города.
Дочь — телевизионный журналист Зоряна Рымаренко, сын — художник и скульптор Богдан Рымаренко, внук — журналист и литератор Дмитрий Шеваров, внучка — журналист Ксения Волянская, правнуки Дмитрий и Михаил Смирновы, правнучки Ася и Вера Шеваровы.

## Фильмография
Фильмография совместных работ режиссёров В. Е. Волянской и Л. И. Рымаренко:

| - Бомбометание (1944—1946) - Рассказ о камне (1957) - Горный лён (1958) - Железный век (1960) - Миллионы в отвалах (1961) - Огненное копьё (1962) - Укрощённый враг (1963) - Дающая жизнь (1963) | - Наш неизменный друг (1964) - Сокровища умершего моря (1965) - Следы ведут от вулканов (1966) - Воспоминание о камне (1969) - Наш дом — Земля (1971) - Урал (1972) - Колывань (1973) - Есть на свете Волга (1973) | - В поисках панацеи (1975) - Кудесники металла (1974) - Биология плюс физика (1975) - Круг жизни (1976) - Песнь о Башкирии (1979) - Предвидеть! (1980) - Тайны светового луча (1980) - Колесо и почва (1981) | - Дороже бриллиантов (1982) - Будь полезен человечеству! (1982) - Человек и природа (1984) - Судьба одного открытия (1985) - Месторождение в стакане (1985) - Сколько стоит пейзаж? (1988) - И взмах послушного крыла (1989) |

## Признание и награды
- Орден Красной Звезды (14.04.1944)[3]
- медали
- Ломоносовская премия АН СССР (1958, за фильм «Рассказ о камне»)
- Заслуженный деятель искусств РСФСР (1969)
- МКФ в Монте-Карло (диплом, фильм «Рассказ о камне», 1957)
- МКФ в Монтевидео (диплом, фильм «Рассказ о камне», 1958)
- ВКФ в Минске (диплом, фильм «Горный лён», 1960)
- МКФ в Будапеште (гран-при, фильм «Железный век», 1960)
- ВКФ в Ленинграде (диплом, фильм «Огненное копьё», 1964)
- МКФ в Будапеште (приз, фильм «Укрощённый враг», 1964)
- ВКФ в Риге (главный приз, фильм «Круг жизни», 1977)
- МКФ в Польше (диплом и приз, фильм «Сколько стоит пейзаж?», 1989)

## Сочинения
- Леонид Рымаренко. Полузабытое. Глава из книги воспоминаний // Киноведческие записки. — 1996. — № 31.